# الدوري الإيراني الدرجة الثانية
دوري الدرجة الثانية لكرة القدم الإيرانية (بالفارسية: ليگ دسته دوم ایران) هو القسم الثالث من نظام الدوري الإيراني لكرة القدم، كان دوري الدرجة الثانية قبل عام 2001 هو القسم الثاني ضمن التقسيمات في نظام الدوري الإيراني لكرة القدم، ولكن تم تغيير هذا الدوري إلى القسم الثالث عندما أصبح هيكل كرة القدم الإيراني رسميًا محترفًا.
يتكون الدوري من مجموعتين وأربعة عشر فريقًا يلعبون بعضهم البعض مرتين في نظام الذهاب والإياب، يتم ترقية الفريقين الأول والثاني في كل مجموعة تلقائيًا إلى دوري آزادغان، ويهبط الفريقين في نهاية ترتيب الدوري في كلا المجموعتين تلقائيًا إلى دوري الدرجة الثالثة.

## التنسيق
- 12 ناديا: 2002-2003
- 24 ناديًا: 2003-2004
- 20 ناديا: 2004-2005
- 24 ناديًا: 2005-2006
- 28 ناديا: 2006-2008
- 36 ناديًا: 2008-2010
- 32 ناديًا: 2010-2011
- 28 ناديًا: 2011-2014
- 40 ناديًا: 2014-2016
- 37 ناديًا: 2016-2017
- 33 ناديًا: 2017-2018
- 26 ناديًا: 2018-2019

## أبطال الدوري

### ثاني أعلى فرق كرة قدم في إيران 1972- 1979
- 1972- 73 : نادي استقلال أهواز
- 1973- 74 : نادي سباهان أصفهان
- 1974- 75 : نادي تراكتور سازي
- 1975– 76 : نادي ماشين سازي
- 1976- 77 : نادي راه آهن
- 1977- 78 : نادي أبو مسلم خراسان
- 1978- 79 : لم تنته

### ثاني أعلى فرق كرة قدم في إيران ، 1990-2001
- 1990- 91 : نادي ملوان (أ)، نادي أبو مسلم خراسان (ب)، تام أصفهان (وسط)، نادي استقلال أهواز (د)
- 1991- 92 : برغ شيراز
- 1992- 93 : جوكاي تالش
- 1993- 94 : نفط غيمشهر
- 1994- 95 : نادي بهمن كرج
- 1995- 96 : نادي بيام وحدت خراسان (أ) نادي صنعت نفط عبادان (ب)
- 1996- 97 : نادي فجر شهيد سباسي
- 1997- 98 : نادي ملوان
- 1998- 99 : نادي بهمن كرج
- 1999- 2000 : نادي برق شيراز
- 2000- 01 : نادي أبو مسلم خراسان

## روابط خارجية
- الدوري على موقع كووورة